# Low noise block converter

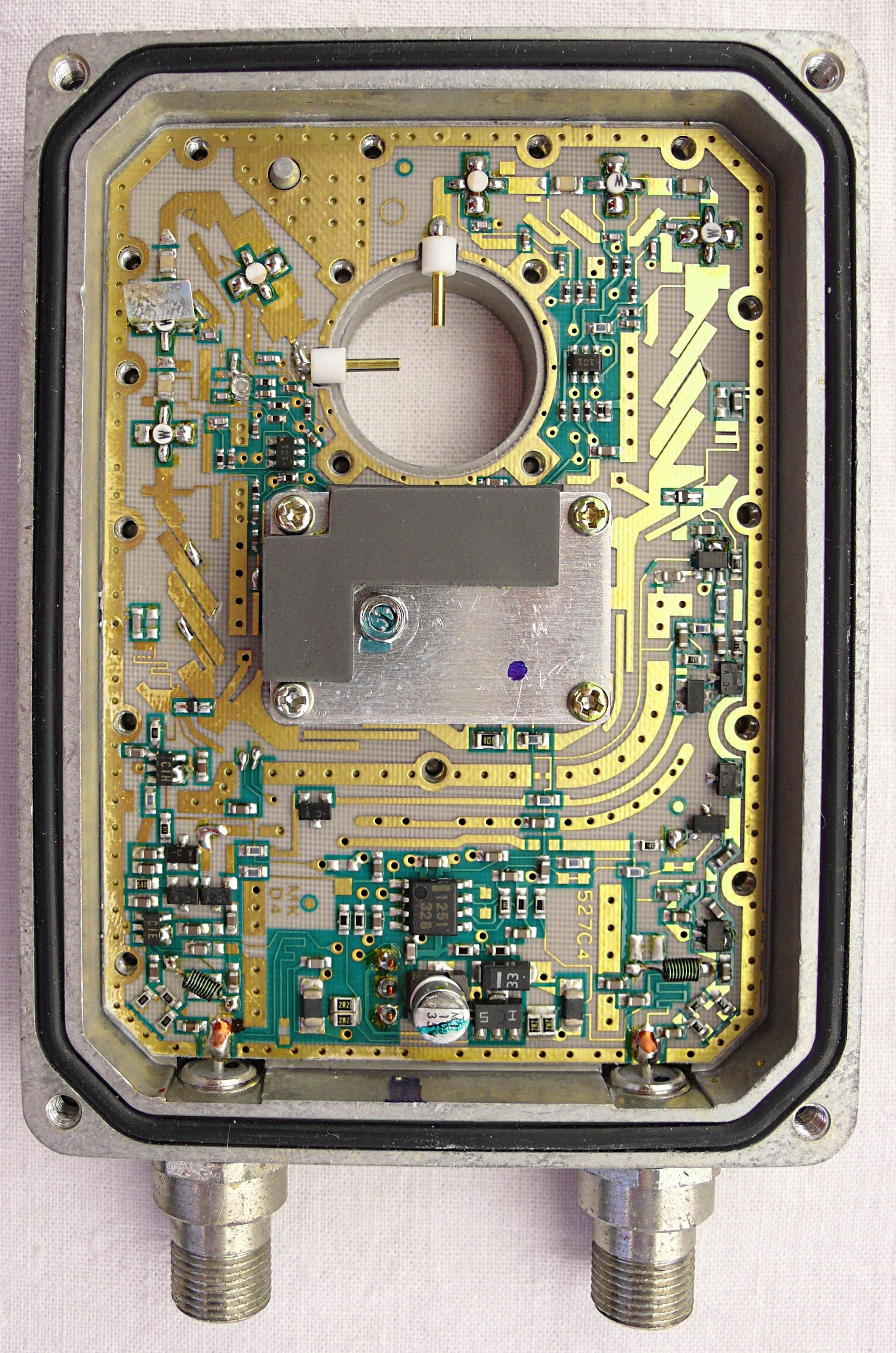
Un convertitore a basso rumore

Il Low noise block converter (o LNB) è il blocco convertitore a basso rumore che, nella tecnologia di trasmissione televisiva satellitare, è collocato nel fuoco dell'antenna parabolica ricevente.
Il LNB è il primo componente attivo che il segnale incontra nel suo percorso verso l'apparecchio televisivo; ha per compito quello di amplificare il segnale proveniente dal satellite per telecomunicazioni e operare la cosiddetta "conversione di frequenza", ovvero traslarne entrambe le bande “in blocco” in una banda di frequenza inferiore, la cosiddetta Gamma della 1ª frequenza intermedia (First Intermediate Frequency).
Ciò è necessario in quanto i satelliti illuminano la Terra con un segnale la cui frequenza, dell'ordine della decina di gigahertz, è difficilmente trasportabile con un cavo coassiale. Con il blocco di conversione l'intera gamma di ricezione è infatti trasferita a una frequenza a un ordine da 5 a 10 volte inferiore (tra gli 0,9 e i 2,1 gigahertz) e meglio gestibile.
Il segnale così convertito è trasferito al ricevitore satellitare tramite l'utilizzo di un cavo coassiale.

## Alimentazione dell'LNB
L'LNB è un componente attivo e necessita pertanto di un'opportuna alimentazione elettrica. La tensione di alimentazione di questo componente è compresa tra 13 e 18V. Negli impianti centralizzati questa tensione viene fornita dal centralino Tv satellite mentre negli impianti individuali è fornita dai ricevitori sat++ e trasferita all'LNB tramite lo stesso cavo coassiale che collega i due componenti, centralino e LNB oppure ricevitore e LNB.
Tale tecnica viene chiamata “telealimentazione”. L'LNB che oggi viene impiegato sia in impianti individuali che centralizzati viene definito come LNB universale; tale denominazione è dovuta al fatto che al suo interno l'LNB universale include tutti i circuiti necessari sia alla conversione di frequenza, sia alla selezione di banda e polarizzazione.
Inizialmente venivano costruiti LNB monobanda, cioè con un solo circuito di selezione della banda e della polarizzazione.

## Tipi di LNB
Esistono vari tipi di LNB a seconda di quale banda possono ricevere.
In particolare esistono LNB per la banda s, c e per la banda Ku. Gli LNB per la banda ku si dividono in LNB universali (polarizzazione verticale ed orizzontale) e LNB a polarizzazione circolare.
Gli LNB banda ku universali sono di gran lunga più economici e diffusi.
Oggi esistono diversi tipi di LNB universale in funzione dell'impiego:
- universali normali (singoli):

sono adatti ad impianti di ricezione individuali.
- LNB twin out:

sono utilizzati per collegare due ricevitori satelliti ad una stessa antenna parabolica. Esistono anche a 4 oppure 8 uscite.
- universali dual out:

sono un vecchio tipo di lnb per impianti collettivi ormai quasi del tutto in disuso.
- LNB Quattro:

sono impiegati in tutti i tipi di impianto collettivi.
- LNB SCR

ad uscita singola, sono utilizzati per gestire indipendentemente fino a 4 decoder SCR
Gli LNB Quattro, concepiti appositamente per gli impianti collettivi, dispongono di quattro uscite in quanto rendono disponibili per la distribuzione tutti i segnali captati dall'antenna parabolica, raggruppandoli per polarizzazione e per gamma di frequenze. Si possono individuare quattro gruppi di segnali o di canali: verticali e orizzontali in banda bassa; verticali e orizzontali in banda alta. Le quattro uscite dell'LNB sono quindi relative a: canali verticali della banda bassa, canali orizzontali della banda bassa, canali verticali della banda alta, canali orizzontali della banda alta.
Le caratteristiche significative di un LNB sono: la cifra di rumore dichiarata dal costruttore, la frequenza degli oscillatori locali e il guadagno.
- In commercio si possono trovare LNB con cifra di rumore compresa tra 0,1 ed 1dB, il valore minore corrisponde ad una qualità migliore. In pratica questo parametro indica quanto rumore addizionale (dovuto alla "rumorosità" del LNB) apporta ai segnali in transito il processo di amplificazione che il convertitore applica su di esso. Ad esempio, un LNB con guadagno 50 dB e cifra di rumore 1 dB,amplifica il segnale satellitare ed il disturbi di 50dB, ed aggiunge 1 dB addizionale di disturbo dovuto alla sua rumorosità, con il risultato di peggiorare il segnal noise ratio (SNR).
- Gli oscillatori locali sono invece a 9,75 GHz per la banda bassa (compresa tra 10,7 e 11,7 GHz) e 10,6 GHz per la banda alta (compresa tra 11,7 e 12,75 GHz).

Essi servono per ridurre drasticamente la frequenza dei segnali. Come abbiamo visto in precedenza, in seguito a questa riduzione i segnali potranno essere trasferiti dove necessario, utilizzando uno specifico cavo coassiale.
- La terza caratteristica è il guadagno che solitamente è compreso tra 40 e 60 dB. Il guadagno esprime l'amplificazione della potenza del segnale (ma anche dei disturbi). Relativamente al guadagno non si deve pensare che quando questo è maggiore, l'LNB sia migliore. Dopo l'amplificazione, inevitabilmente il segnal noise ratio diminuisce.

Il guadagno del convertitore è un fattore che deve essere considerato di volta in volta nel contesto progettuale di ogni singolo impianto collettivo:esistono infatti casi in cui un LNB ad alto guadagno, usato per ricevere i segnali di un transponder che trasmette segnali ad alta intensita, giunge a saturarsi, degradando la qualità e la intensita del segnale trasmesso al decoder, rendendo impossibile la visione dei canali.

Nel caso opposto, in cui cioè il guadagno del LNB sia modesto e magari la lunghezza del cavo SAT sia considerevole (e quindi il segnale si attenua di circa 24dB/100m a 1000 Mhz e 37 dB/100m a 2150 Mhz su un cavo di diametro con diametro 5mm di qualità), nell'ordine dei 50-100 metri, può divenire necessario compensare questa attenuazione mediante l'uso di un amplificatore di linea, che permette appunto di recuperare le attenuazioni di segnale che si hanno su lunghe tratte di cavo.
Tali amplificatori di linea ( o di lancio) hanno un guadagno di circa 15/25 dB, e vengono alimentati con tensione continua attraverso lo stesso cavo SAT.

## Principio di funzionamento del convertitore
L'energia a microonde giunta all'imboccatura dell'LNB viene trasferita all'ingresso del successivo amplificatore dopo essere stata estratta per mezzo di una sonda disposta parallelamente al campo elettrico e nella posizione in cui questo presenta la massima ampiezza. L'amplificatore è formato da 2-3 stadi in cascata equipaggiati con transistor HEMT (High Electron Mobility Transistor), caratterizzati da un livello bassissimo di rumore. In particolare il primo, che contribuisce in misura maggiore al livello complessivo di rumore, viene scelto con una cifra minima di rumore in modo da limitare, con il suo guadagno, il contributo degli stadi successivi. Si ottiene così un guadagno di 20-25dB che porta il segnale SHF ad un livello sufficiente per la successiva operazione di conversione.
Prima però il segnale attraversa un filtro preselettore passa-banda che provvede ad attenuare considerevolmente (oltre i 60dB) la banda immagine ed il residuo di OL (più di 35dB). Segue lo stadio mixer, che può essere passivo, ad uno o a due diodi (di tipo Schottky), o attivo con un transistor FET GaAs, che così contribuisce ad aumentare il guadagno complessivo dell'LNB.
L’oscillatore locale impiega ancora un transistor FET GaAs con frequenza di lavoro opportuna associato ad un risuonatore dielettrico cilindrico che assicura una stabilità di frequenza di ±3MHz entro un ampio campo di temperatura. All'uscita del mescolatore sono presenti, oltre ai segnali utili che cadono nella banda della 1°IF, tutti i prodotti dovuti all'inevitabile non linearità dello stadio. È pertanto richiesta la presenza di un filtro passa-basso che provvede a separare il più possibile i segnali utili dai disturbi.
Segue quindi l'amplificatore a 3 o 4 stadi equipaggiato con transistor bipolari ad alta frequenza di taglio o con integrati monolitici MMIC (Monolitic Microwave Integrated Circuit) che assicura un guadagno adeguato e costante nella banda occupata nella 1°IF. Dopo una rete di adattamento si giunge così all'uscita che, tramite un connettore F femmina, permette il collegamento in cavo coassiale verso l'unità interna.
Nell'LNB trova posto anche un circuito di alimentazione che provvede a fornire le tensioni continue stabilizzate in richiesta dai vari stati, partendo da quella di telealimentazione che può variare tra 12 e 18V. In particolare nei dispositivi dual-pol e dual-band, dove la commutazione viene comandata dal salto di tensione, è presente, oltre allo stabilizzatore, un integrato comparatore che “sente” il livello della tensione di telealimentazione e predispone le necessarie commutazioni per la selezione di una delle due polarizzazioni o bande.